# الدوري المغربي لكرة القدم 1978–79
الدوري المغربي لكرة القدم 1978-1979 هو الموسم 23 من البطولة الوطنية المغربية لكرة القدم . يتنافس خلاله 16 من أفضل الأندية الوطنية المغربية.توج بهذا الموسم فريق المغرب الفاسي .

## الترتيب النهائي
{{فاز. النادي القنيطري باللقب بعدما تم خصم 4 نقاط للفريق لعدم لعبه.  
ضد الوداد الرياضي}}